# Caprella equilibra
Caprella equilibra är en kräftdjursart som beskrevs av Thomas Say 1818. Caprella equilibra ingår i släktet Caprella och familjen Caprellidae. Arten är reproducerande i Sverige. Inga underarter finns listade i Catalogue of Life.